# Sommer-Paralympics 2016/Teilnehmer (Haiti)
| stlisierte Goldmedaille | stlisierte Silbermedaille | stlisierte Bronzemedaille |
| ----------------------- | ------------------------- | ------------------------- |
| —                       | —                         | —                         |

Haiti entseandt zu den Paralympischen Sommerspielen 2016 in Rio de Janeiro einen Athleten.

## Teilnehmer nach Sportart

### Leichtathletik
| Männer               |                 |                  |                  |                  |                  |                  |                  |                  |
| Jean Indris Santerre | Kugelstoßen F57 | nicht angetreten | nicht angetreten | nicht angetreten | nicht angetreten | nicht angetreten | nicht angetreten | nicht angetreten |